# Черноморец (поезд)
«Черномо́рец» — скорый фирменный поезд № 043C/044C, курсирующий по маршруту Новороссийск — Санкт-Петербург — Новороссийск.
На участке Санкт-Петербург-Главный — Староминская-Тимашёвская этот поезд следовал расписанием с поездом № 245/246 Санкт-Петербург — Ейск в оба направления. Поезд был отменён в 2019.

## Характеристика поезда
- Поезд № 43/44 был круглогодичный, курсирует отправлялся из Новороссийска по нечётным числам, прибывал и отправлялся из Санкт-Петербурга по нечётным. При наличии двух смежных нечётных чисел отправлением из Новороссийска 29, 31, 3, из Санкт-Петербурга 31, 2, 5.
- Нумерация вагонов в пути следовал указана при отправлении из Новороссийска и Санкт-Петербурга с «головы» поезда.
- Максимально допустимая длина поезда по участкам следования (из расчёта длины вагона 24,5м): на участке Новороссийск — Санкт-Петербург-Главный — 18 вагонов.
- Установленная летняя схема поезда по участкам следования (состав сформирован из вагонов 25,5): на участке Новороссийск — Санкт-Петербург-Главный — 17 вагонов.
- Станции изменения направления движения поезда: Мичуринск-Уральский.
- Станции смены локомотивов: Староминская-Тимашёвская, Мичуринск-Уральский, Рязань II.
- Станции смены локомотивных бригад без смены локомотива: Ростов-Главный, Россошь, Отрожка, Перово (при следовании из Санкт-Петербурга), Николаевка (при следовании из Новороссийска).
- Станции снабжения поезда водой: Новороссийск, Ростов-Главный, Мичуринск-Уральский, Санкт-Петербург-Главный.
- Станции снабжения поезда топливом: нет.
- Станции обслуживания ЭЧТК: Новороссийск, Санкт-Петербург-Главный.
- Станции сбора твёрдых бытовых отходов (ТБО) и шлака: Лихая, Россошь, Рязань II.
- Выделяются места: 
  - во всех купейных вагонах (кроме вагонов №№ 10 КРИ, 11 К) места 37, 38 для отдыха проводников;
  - во всех плацкартных вагонах двухместное купе для отдыха проводников;
  - в вагоне № 10 КРИ места с 1 по 8 для отдыха проводников и ЛНП, ПЭМ, места с 9 по 12 для отдыха работников вагона-ресторана, места с 13 по 16 для работников полиции, места с 17 по 20 с продажей пассажирам, места с 21 по 24 для багажа, места 25, 26 для инвалидов в колясках и сопровождающих;
  - в вагоне № 11 К места с 1 по 4 для отдыха работников вагона-ресторана, с 5 по 36 с продажей пассажирам.
- Переменный трафарет: нет.
- Вагоны повышенной комфортности: нет.
- Беспересадочные вагоны: нет.
- Прицепные вагоны: нет.
- Прочие вагоны №№ 87, 88 ВРЗ (из ремонта\в ремонт) курсируют прицепкой\отцепкой по станциям: Новороссийск, Ростов-Главный, Санкт-Петербург-Главный, следуют в пределах максимально допустимой длины поезда. Включаются по отдельному указанию.
- Факультативные вагоны №№ 15, 16 включаются в состав поезда при увеличении пассажиропотока и исключаются при его уменьшении с объявлением об исключении не менее чем за 5 дней до отправления поезда.
- Станции пограничного и таможенного контроля: нет.

## Схема состава поезда
| п/п № вагона | Тип вагона | Пункты обращения вагона        | Число мест | Примечания                                                                                       |
| ------------ | ---------- | ------------------------------ | ---------- | ------------------------------------------------------------------------------------------------ |
| 1            | К          | Новороссийск — Санкт-Петербург | 36/2       | В обороте четыре состава ЛВЧД-14 «Новороссийск» Северо–Кавказского филиала ФПК на ЭПТ с ЭО, ЭЧТК |
| 2            | К          | Новороссийск — Санкт-Петербург | 36/2       | В обороте четыре состава ЛВЧД-14 «Новороссийск» Северо–Кавказского филиала ФПК на ЭПТ с ЭО, ЭЧТК |
| 3            | К          | Новороссийск — Санкт-Петербург | 36/2       | В обороте четыре состава ЛВЧД-14 «Новороссийск» Северо–Кавказского филиала ФПК на ЭПТ с ЭО, ЭЧТК |
| 4            | К          | Новороссийск — Санкт-Петербург | 36/2       | В обороте четыре состава ЛВЧД-14 «Новороссийск» Северо–Кавказского филиала ФПК на ЭПТ с ЭО, ЭЧТК |
| 5            | К          | Новороссийск — Санкт-Петербург | 36/2       | В обороте четыре состава ЛВЧД-14 «Новороссийск» Северо–Кавказского филиала ФПК на ЭПТ с ЭО, ЭЧТК |
| 6            | К          | Новороссийск — Санкт-Петербург | 36/2       | В обороте четыре состава ЛВЧД-14 «Новороссийск» Северо–Кавказского филиала ФПК на ЭПТ с ЭО, ЭЧТК |
| 7            | К          | Новороссийск — Санкт-Петербург | 36/2       | В обороте четыре состава ЛВЧД-14 «Новороссийск» Северо–Кавказского филиала ФПК на ЭПТ с ЭО, ЭЧТК |
| 8            | К          | Новороссийск — Санкт-Петербург | 36/2       | В обороте четыре состава ЛВЧД-14 «Новороссийск» Северо–Кавказского филиала ФПК на ЭПТ с ЭО, ЭЧТК |
| 9            | СВ         | Новороссийск — Санкт-Петербург | 18         | В обороте четыре состава ЛВЧД-14 «Новороссийск» Северо–Кавказского филиала ФПК на ЭПТ с ЭО, ЭЧТК |
| 10           | КРИ        | Новороссийск — Санкт-Петербург | 10/16      | В обороте четыре состава ЛВЧД-14 «Новороссийск» Северо–Кавказского филиала ФПК на ЭПТ с ЭО, ЭЧТК |
| 41           | ВР         | Новороссийск — Санкт-Петербург | —          | В обороте четыре состава ЛВЧД-14 «Новороссийск» Северо–Кавказского филиала ФПК на ЭПТ с ЭО, ЭЧТК |
| 11           | К          | Новороссийск — Санкт-Петербург | 36/2       | В обороте четыре состава ЛВЧД-14 «Новороссийск» Северо–Кавказского филиала ФПК на ЭПТ с ЭО, ЭЧТК |
| 12           | ПЛ         | Новороссийск — Санкт-Петербург | 54         | В обороте четыре состава ЛВЧД-14 «Новороссийск» Северо–Кавказского филиала ФПК на ЭПТ с ЭО, ЭЧТК |
| 13           | ПЛ         | Новороссийск — Санкт-Петербург | 54         | В обороте четыре состава ЛВЧД-14 «Новороссийск» Северо–Кавказского филиала ФПК на ЭПТ с ЭО, ЭЧТК |
| 14           | ПЛ         | Новороссийск — Санкт-Петербург | 54         | В обороте четыре состава ЛВЧД-14 «Новороссийск» Северо–Кавказского филиала ФПК на ЭПТ с ЭО, ЭЧТК |
| 15ф          | ПЛ         | Новороссийск — Санкт-Петербург | 54         | В обороте четыре состава ЛВЧД-14 «Новороссийск» Северо–Кавказского филиала ФПК на ЭПТ с ЭО, ЭЧТК |
| 16ф          | ПЛ         | Новороссийск — Санкт-Петербург | 54         | В обороте четыре состава ЛВЧД-14 «Новороссийск» Северо–Кавказского филиала ФПК на ЭПТ с ЭО, ЭЧТК |
| 87           | ВРЗ        | Новороссийск — Санкт-Петербург | —          | ОАО «ФПК»                                                                                        |
| 88           | ВРЗ        | Новороссийск — Ростов-на-Дону  | —          | ОАО «ФПК»                                                                                        |

## Расписание
| 43 Санкт-Петербург — Новороссийск | 43 Санкт-Петербург — Новороссийск | 43 Санкт-Петербург — Новороссийск |                          |                    |                    | 44 Новороссийск — Санкт-Петербург | 44 Новороссийск — Санкт-Петербург | 44 Новороссийск — Санкт-Петербург |
| 40 ч 28 мин                       | 40 ч 28 мин                       | 40 ч 28 мин                       | Общее время в пути       | Общее время в пути | Общее время в пути | 41 ч 07 мин                       | 41 ч 07 мин                       | 41 ч 07 мин                       |
| Прибытие                          | Стоянка                           | Отправление                       | Раздельные пункты        | Расстояние         | Код «Экспресс-3»   | Прибытие                          | Стоянка                           | Отправление                       |
| Октябрьская железная дорога       |                                   |                                   |                          |                    |                    |                                   |                                   |                                   |
| П. № 43                           |                                   |                                   |                          |                    |                    |                                   |                                   |                                   |
|                                   |                                   | 15:37                             | Санкт-Петербург-Главный  | 0                  | 2004001            | 10:07                             |                                   |                                   |
| 19:27                             | 4                                 | 19:31                             | Бологое-Московское       | 319                | 2004660            | 05:52                             | 12                                | 06:04                             |
| 21:16                             | 1                                 | 21:17                             | Тверь                    | 483                | 2004600            | 03:55                             | 2                                 | 03:57                             |
| П. № 44                           | П. № 44                           | П. № 44                           |                          |                    |                    | П. № 44                           | П. № 44                           | П. № 44                           |
| Московская железная дорога        |                                   |                                   |                          |                    |                    |                                   |                                   |                                   |
| —                                 | —                                 | —                                 | Николаевка               | 650                | 2000652            | 01:20                             | 26*                               | 01:46                             |
| 02:28                             | 23                                | 02:51                             | Рязань II                | 852                | 2000080            | 21:30                             | 23                                | 21:53                             |
| Юго-Восточная железная дорога     |                                   |                                   |                          |                    |                    |                                   |                                   |                                   |
| 05:13                             | 2                                 | 05:15                             | Богоявленск              | 1020               | 2014414            | —                                 | —                                 | —                                 |
| —                                 | —                                 | —                                 | Хоботово                 | 1041               | 2014415            | 18:09                             | 54*                               | 19:03                             |
| 06:05                             | 30                                | 06:35                             | Мичуринск-Уральский      | 1062               | 2014420            | 17:07                             | 33                                | 17:40                             |
| 07:45                             | 5                                 | 07:50                             | Грязи-Воронежские        | 1126               | 2014390            | 15:40                             | 17                                | 15:57                             |
| —                                 | —                                 | —                                 | Тресвятская              | 1215               | 2014482            | 13:28                             | 46*                               | 14:14                             |
| 09:39                             | 17*                               | 09:56                             | Отрожка                  | 1234               | 2014478            | 12:51                             | 12*                               | 13:03                             |
| 10:13                             | 4                                 | 10:17                             | Придача                  | 1245               | 2014496            | 12:28                             | 4                                 | 12:32                             |
| 11:25                             | 11                                | 11:36                             | Лиски                    | 1324               | 2014120            | 11:19                             | 6                                 | 11:25                             |
| —                                 | —                                 | —                                 | Евдаково                 | 1369               | 2014545            | 10:40                             | 2                                 | 10:42                             |
| 13:37                             | 23                                | 14:00                             | Россошь                  | 1440               | 2014540            | 09:14                             | 23                                | 09:37                             |
| 15:16                             | 42                                | 15:58                             | Кантемировка             | 1505               | 2014545            | —                                 | —                                 | —                                 |
| Северо-Кавказская железная дорога |                                   |                                   |                          |                    |                    |                                   |                                   |                                   |
| 18:35                             | 19*                               | 18:54                             | Погорелово               | 1680               | 2064569            | —                                 | —                                 | —                                 |
| 19:15                             | 2                                 | 19:17                             | Каменская                | 1692               | 2064570            | 05:56                             | 2                                 | 05:58                             |
| 19:41                             | 20                                | 20:01                             | Лихая                    | 1716               | 2064605            | 05:18                             | 14                                | 05:32                             |
| —                                 | —                                 | —                                 | Сулин                    | 1759               | 2064215            | 04:04                             | 30*                               | 04:34                             |
| 23:21                             | 20                                | 23:41                             | Ростов-Главный           | 1880               | 2064001            | 01:42                             | 19                                | 02:01                             |
| П. № 43                           | П. № 43                           | П. № 43                           |                          |                    |                    | П. № 43                           | П. № 43                           | П. № 43                           |
| 01:02                             | 25                                | 01:27                             | Староминская-Тимашёвская | 1986               | 2064235            | 23:23                             | 39                                | 00:02                             |
| 02:03                             | 2                                 | 02:05                             | Каневская                | 2037               | 2064245            | 22:41                             | 2                                 | 22:43                             |
| 02:19                             | 17*                               | 02:36                             | Придорожная              | 2048               | 2064147            | —                                 | —                                 | —                                 |
| 02:54                             | 2                                 | 02:56                             | Брюховецкая              | 2071               | 2064066            | 22:12                             | 2                                 | 22:14                             |
| 04:13                             | 4*                                | 04:17                             | Витаминный               | 2143               | 2064786            | —                                 | —                                 | —                                 |
| —                                 | —                                 | —                                 | Краснодар II             | 2158               | 2065700            | 20:10                             | 41*                               | 20:51                             |
| 04:38                             | 5                                 | 04:43                             | Краснодар I              | 2164               | 2064800            | 19:51                             | 6                                 | 19:57                             |
| 05:21                             | 4                                 | 05:25                             | Северская                | 2195               | 2064186            | 19:17                             | 2                                 | 19:19                             |
| 05:39                             | 4                                 | 05:43                             | Ильская                  | 2206               | 2064184            | 19:00                             | 2                                 | 19:02                             |
| 06:16                             | 2                                 | 06:18                             | Абинская                 | 2238               | 2064181            | 18:27                             | 2                                 | 18:29                             |
| 06:35                             | 10                                | 06:45                             | Крымская                 | 2250               | 2064320            | 18:05                             | 5                                 | 18:10                             |
| 07:20                             | 15                                | 07:35                             | Тоннельная               | 2281               | 2064195            | 17:27                             | 5                                 | 17:32                             |
| 08:05                             |                                   |                                   | Новороссийск             | 2299               | 2064110            |                                   |                                   | 17:00                             |
|                                   |                                   |                                   |                          |                    |                    | П. № 44                           |                                   |                                   |

## Условные обозначения
- ВР — вагон-ресторан
- И — вагон, содержащий купе для инвалидов
- К — купейный вагон с четырёхместными купе
- ПЛ — плацкартный вагон со спальными местами
- Р — вагон, оснащённый радиостанцией
- СВ — спальный вагон с двухместными купе
- ф — факультативный вагон
- * — техническая остановка без права посадки и высадки пассажиров